# Culto de qing

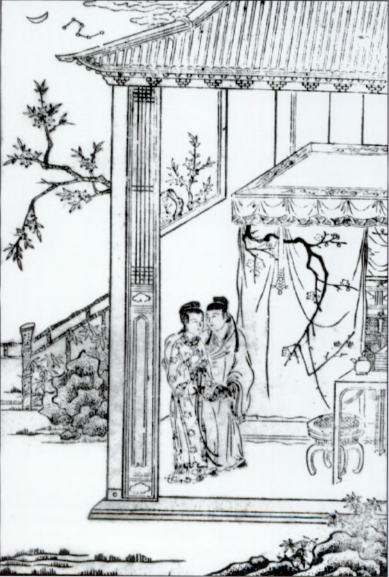
Cena de O Pavilhão das Peônias, impressão de xilogravura de 1618. Figuras de árvores com raízes e ramos entrelaçados, além de pares de pássaros, também podem representar a natureza eterna do qing.

O chamado "culto de qing" (literalmente, culto do amor, culto das emoções ou culto das paixões; em chinês:  情教, transl. qíng jiào, culto/religião/educação de "qing"; qing significando sentimento, emoção, paixão, ou especificamente nesse contexto afeição, amor) foi um nome dado por acadêmicos literários e historiadores culturais a uma tendência que emergiu na dinastia Ming tardia na China, apresentada no gênero literário até o período Qing, como um movimento que centralizava o qing como valor essencial e moral no drama e ficção, que formou uma corrente cultural de cunho existencial e proposta moral em que se valorizava o amor, sentimentalismo e subjetividade.
Esse ensino foi comparado como tendo semelhanças ao romantismo europeu e, na China do final do século XVI, ele impulsionou sentimentos individualistas e espontâneos, de valorização da amizade acima de laços familiares, como alternativa às convenções confucionistas de então, além de celebrar o conceito de companheirismo no casamento, precedido por relacionamentos amorosos de intelectualidade, beleza e relações de "almas gêmeas" românticas.

## História
A palavra qing para os chineses é polissêmica, ambígua e geral, pois denotou os mais variados afetos, desde a tristeza e raiva, até a alegria e ao amor, e mesmo as relações de tensão entre eles e seus conjuntos. Nisso, diversos confuncianos tiveram interpretações diferentes sobre ele, desde mais positivas até considerá-lo em conotações negativas, como sendo um estado da mente humana que levaria a ações moralmente suspeitas. Desde o confucianismo inicial, o qing era visto em relação a xing (natureza humana), como surgindo deste último, que seria um conceito essencial mais metafísico e estável, diferente da impulsividade e atividade de qing; discussões foram realizadas contrapondo ambos.
Feng Menglong (1574–1646) impulsionou na literatura a defesa desse conceito. Feng era um dos chamados "eremitas da cidade" ou "pessoas extraordinárias", considerados indivíduos excêntricos, pois eram eruditos que, no cenário de crescimento e mercantilização no Sul da China, não se inseriam como funcionários letrados em cargos oficiais através de exames da burocracia imperial e seguiam uma carreira literária independente; as intensas transformações econômicas e intercâmbio monetário propiciaram uma mudança de mentalidade, pelo colapso das relações hierárquicas com maior mobilidade social, uma complexificação dos desejos e a valorização da identidade. Essa nova perspectiva foi parcialmente promovida por literatos destituídos como uma tentativa de reinventar seu papel de elite, e o discurso do qing passou a ser apropriado também pelos próprios funcionários públicos como agenda de seu papel patriarcal na promoção de uma herança cultural confuciana.
O culto de qing revelava, assim, novas atitudes mentais dos literatos chineses, que visavam em suas obras intelectuais e filosóficas fornecer uma justificativa moral à emoção-desejo e sua situação cósmica no sistema de princípios, indicando sua importância vitalista como fonte da vida, reprodução e mesmo da virtude, uma atitude tal que contrastava com as normas e papéis da ortodoxia neoconfuciana. Feng, por exemplo, foi seguidor da Escola da Mente de Wang Yangming, um neoconfuciano heterodoxo que valorizava a subjetividade humana e defendia um individualismo em que a sabedoria era um potencial inato moral de qualquer pessoa, em união do Princípio Celestial e da natureza humana. Wang Yangming é considerado, portanto, um precursor intelectual dessa nova tendência que, diferente de outras vertentes do neoconfucionismo que viam suspeita no sentimento, não rejeitava qing.

O termo "culto de qing" surgiu parcialmente a partir de Feng Menglong, que eleva a emoção como força cósmica no prefácio à sua História do Amor (情史, qingshi):
"Se o céu e a terra não tiver qing, nada pode ser gerado. Tudo em que falta qing é incapaz de iniciar qualquer coisa. A vida renova a vida para sempre, pois qing é uma força que nunca morre. ... Eu estabelecerei o culto do qing, para educar a todos no mundo"
Há um trocadilho que Feng faz com "jiao", que significa tanto "culto" religioso quanto "cultivo" educativo. Feng via qing como modelo a ser cultivado em todas relações humanas, abrangendo desde vínculos de amantes a familiares, e entre o Imperador e súditos, como fundamento da estrutura hierárquica.

O Qingshi (História do Amor) de Feng é considerado por Paolo Santangelo uma "reflexão sobre o fenômeno do amor e como a tentativa mais ampla na China tradicional de rastrear as origens da pulsão reprodutiva e, em seguida, varrer suas formas culturais, incluindo as puramente hedonísticas, e suas várias reelaborações sobrenaturais". Feng nele afirmou a importância que dava à sensibilidade e compaixão:
"Desde quando eu era jovem, fui dotado de uma sensibilidade obsessiva de sentimento. Quando encontro amigos, dedico-lhes a minha maior sinceridade, estando ao seu lado nos bons e nos maus momentos. Quando conheço alguém que está em grande perigo ou sofre extrema injustiça, procuro ao máximo ajudá-lo, mesmo que não nos conheçamos. E se meus esforços não são suficientes para aliviá-lo de sua situação, eu suspiro por dias, me jogando e revirando na minha cama em noites sem dormir. Sempre que encontro uma pessoa rica em emoções, imediatamente quero me curvar diante dela. Já com alguém que carece de emoção e cuja intenção e linguagem são opostas às minhas, sempre sinto a necessidade de tentar ensiná-lo indiretamente com meus sentimentos, desistindo apenas quando fica claro que ele não possui nenhum desejo em aceitá-los."

Feng propunha a função moralizante do desenvolvimento da emoção, que teria o efeito de:
"transformar a pessoa de um estado insensível a um estado que tenha sentimentos... tornar os sentimentos privados em interesse público"
Qing tornou-se, nesse contexto, um conceito central na filosofia do período Ming tardio e um dos mais importantes temas propostos na literatura da época como norma de como a vida deveria ser vivida idealmente. Para Feng, qing era "a condição essencial da vida humana ... o fio que liga juntas todas as coisas (nesse trecho, literalmente "moedas") espalhadas".
"Intenciono estabelecer uma escola de qing e um vassalo se colocará em frente ao seu senhor com qing. Pode-se então deduzir as relações de todos os vários fenômenos a partir deste único ponto de vista. A miríade de coisas são como moedas espalhadas; qing é a corda que liga todas elas juntas. Quando as outrora espalhadas moedas são afinal enlaçadas, mesmo aqueles em extremidades opostas do mundo podem se tornar de uma família."
Na tendência do culto de qing, o termo adquiriu uma conotação de sensibilidade estética que é exteriorizada em emoções, como no encantamento com coisas do mundo. No mesmo período Ming-Qing, vinculou-se também ao conceito de cai, o "talento poético", como visto também no gênero caizi jiaren ("jovem erudito-bela mulher"). Nesse tipo de romance, com um erudito e uma mulher bonita de protagonistas, é essa capacidade poética que permitiria a atração de amantes e realização de qing ("Apenas quando talento se encontra com talento, o amor brota entre ambos"), englobando-se os dois no conceito geral de caiqing (才情). Porém, apesar do movimento do culto de qing se caracterizar pela espontaneidade individual, intuição e expressividade emotiva, o gênero caizi jiaren tornou-se convencional e de padrão estereotipado. Com esse culto ao amor no período Ming tardio, a variedade semântica de qing foi reduzida e passou a ser mais associada ao amor e desejo entre homem e mulher―antes vista com suspeição ética na hierarquia tradicional de relacionamentos segundo o confucianismo (os Cinco Relacionamentos), o matrimônio foi elevado por alguns comentaristas ao lugar cardeal, devido à sua intensa emoção que supera outros vínculos afetivos.

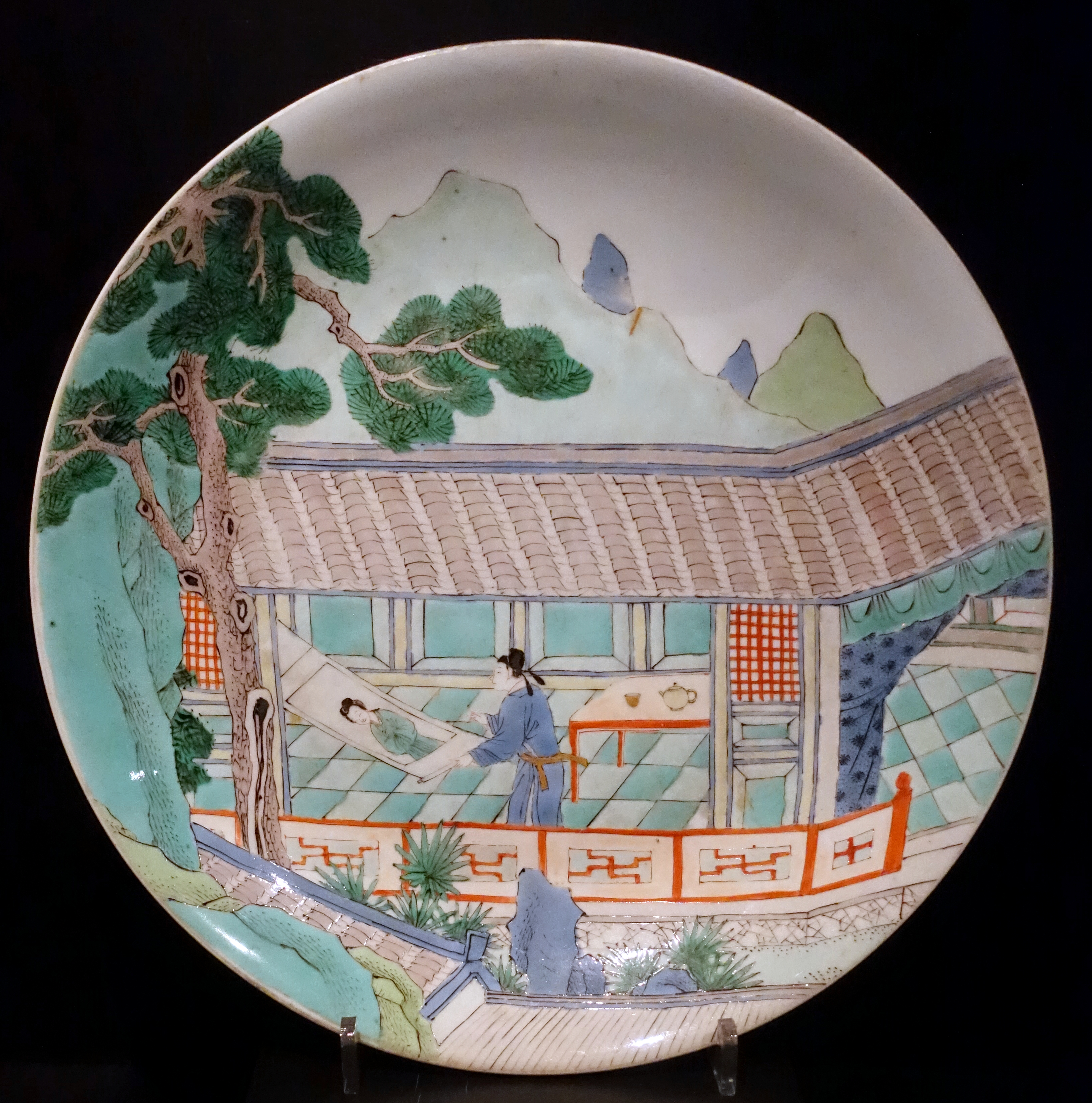
Prato de cerâmica com pintura do período Kangxi. Representa Liu Mengmei com o retrato de Du Liniang

Tang Xianzu (1550–1616), discípulo do filósofo yangmingista Luo Ruofang, foi a figura central do culto de qing no período Ming tardio. Em seu O Pavilhão de Peônias considerava a natureza transbordante de qing contrária à razão e ordem (Li, o Princípio ou Rito), chegando a desafiar esta última: "o que não existe em razão, existe em qing". Ele fez uma proclamação que se tornou locus classicus referido depois por escritores sobre qing:
"Não sabemos de onde o qing começa, mas ele vai profundo assim que começa. Qing pode matar o que está vivo e reviver o que está morto. Se não pode fazer alguém querer morrer ou ressuscitar o que está morto, então não é o qing supremo. E o amor que vem no sonho deve ser necessariamente irreal? Pois não faltam amantes dos sonhos neste mundo. Somente para aqueles cujo amor deve ser realizado no travesseiro e para quem o afeto se aprofunda somente após o afastamento do ofício é [o amor] inteiramente uma questão corpórea. ... Ai, nem todos os eventos neste mundo podem ser totalmente compreendidos por nós. Não sou um homem de pleno entendimento que pode explicar tudo em termos de razão/princípio (li). Nunca se sabe quando algo absolutamente impossível de acordo com li pode se tornar algo absolutamente possível de acordo com o amor"
O escritor Zhang Qi, inspirado por Tang Xianzu, afirmou:
"O homem é por natureza rico em qing; um homem sem qing não é um ser humano, sem nem mencionar que seja um homem supremo. Quando se torna uma força material, qing pode moldar o que se vê e ouve; pode aliviar o espírito e facilitar o raciocínio; pode tornar alguém alheio ao dia e à noite e insensível ao frio e à fome; permite chegar a todos os cantos do mundo e mover o céu e a terra; faz do homem o líder de todos os seres vivos; é a razão de tudo o seguinte: os que vivem estarem vivos, os falecidos estarem mortos, os vivos morrerem, os falecidos não terem que morrer e o esquecimento dos vivos de estarem vivendo. Sua presença e poder podem ser sentidos em todos os lugares"
Qing passa a se apresentar então em dramas e novelas como um poder misterioso transcendendo as limitações de vida e morte, e seu culto é fomentado por mitos que remetem ao sobrenatural. Diferente do instinto dos animais, que, segundo Feng Menglong, mudam de acordo com as estações, os sentimentos humanos tornam-se imortalizados em criações poéticas. Diversas histórias nesse contexto apresentam por exemplo o símbolo da "árvore do amor mútuo" como aparecendo milagrosamente sobre a tumba de amantes, cujos galhos e raízes se entrelaçam. Outra ocorrência é o "sabor do amor", em que aparece uma fragrância divina como indicando a sublimação e sacralização do desejo.

Escritores tentaram legitimar o papel de qing à ordem confuciana como pela concordância de qing com xing (natureza humana), e alguns como Yuan Huang apelaram à sua importância direta na esfera prática:
"se qing estiver conectado, as pessoas viverão em perfeita harmonia; se qing motivar alguém a ir, a pessoa viajará mil milhas como se estivesse sob ordem estrita; se qing compelir alguém a morrer, passará por todos os tipos de perigos como se a morte nada significasse; se qing fizer alguém se sentir envergonhado, ele recusará o suborno e não será tentado a pegar as coisas na rua, mesmo quando solicitado por outros. ... É por isso que os ricos em qing são sábios; aqueles bons no uso de qing são homens sábios; aqueles que têm qing, mas não podem segui-lo, são homens incompetentes; aqueles que usam li para encobrir seu próprio pedantismo e idiossincrasia são homens sem compaixão. Aqueles que realmente entendem li não devem usar li para se separar das pessoas."
Houve fortes repercussões do culto de qing até o século XVIII, como no romance O Sonho da Câmara Vermelha, em que no prelúdio em meio à "Terra da Ilusão" há a passagem:
"Quando o mundo do Caos surgiu pela primeira vez,
Diga-me, como o amor começou?

O vento e o luar primeiro que o amor compôs."
Segundo David Der-wei Wang, o período Ming tardio representou o ápice da poesia sobre qing, cujo principal expoente então foi Tang Xianzu, e discursos líricos (shuqing) e literários sobre qing continuaram até o século XIX, que interpretaram desde a relação do sentimento com o cenário, até com a história, política e cosmologia. Se no primeiro momento de desenvolvimento do culto de qing os escritores realçaram a tensão entre qing e li, houve um movimento de acomodação entre ambos, e no período inicial Qing a dicotomia comumente apresentada mudou: xing era pareado com qing no lugar de li. Segundo Martin W. Huang, por volta do século XVIII o qing estava consideravelmente "domado".
O grau de radicalidade desse fenômeno cultural é questionável, mas intérpretes consideraram-no uma "ideologia cultural alternativa" e até mesmo "um movimento contracultural" em relação ao ritualismo ortodoxo confuciano. Houve de fato uma reavaliação das paixões em relação aos princípios, tomando-se em consideração a díade confuciana egoísmo-universalismo (si-gong) e o cuidado de distinguir o excesso; o movimento caracterizou-se em que, "posicionando a centralidade das emoções, o poder do amor e da beleza, e celebrando a universalidade dos sentimentos e desejos, o culto do qing abriu caminho para visões antropológicas alternativas que não antagonizaram as relações cardeais, mas conduziram a uma nova maneira de vivê-las". Segundo Paolo Santangelo, o idealismo e fervor do culto de qing não exaltava as paixões como valor absoluto, à medida em que ele era empregado de forma realista à ordem social e ao casamento. Sua consideração, ao mesmo tempo que transcendia a ética imperial e burocrática e apontava para a existência de desejos e necessidades naturais individuais, não era revolucionária, mas se inseria nos discursos chineses que davam atenção à relação entre matéria e espírito estreita: levando em conta agora a esfera afetiva espontânea dos sujeitos, emancipava do rigorismo e dos papéis tradicionais de gênero, mas buscava harmonizar seus aspectos sociais. Assim, não se encontrava a proposta do "amor livre" e em raros casos era exaltado o amor pelo seu próprio bem apenas: apesar da inovação desse "movimento romântico", não havia supremacia de qing com exclusão de todos outros valores morais, como no fin'amor transgressivo da Idade Média europeia; pelo contrário, o qing serviu para comunicar valores sociais e sentimentos genuínos eram validados desde que de acordo com tal.

Assim, o exemplo incomum da obra Bian er chai, assinada pelo autor "Mestre do Coração-Lua do Lago Oeste Bêbado", que retrata o amor homossexual, no entanto não rompe com a ordem familiar e social; ela faz referência também ao conceito de qing propagado por Tang Xianzu:
"O lugar onde o qing está mais concentrado é precisamente entre pessoas como nós. O que fizemos hoje está errado se for julgado de acordo com li; no entanto, se julgado pela lógica de qing, é possível que um homem se torne uma mulher, ou para uma mulher se tornar um homem, ou que os vivos morram, ou para os mortos voltarem à vida. Como eu disse antes, o mar pode secar e as rochas podem sofrer erosão. É apenas qing, no entanto, que nunca perecerá, pois não é limitado pela lógica de li."
O culto de qing reapropriou-se de elementos poéticos e histórias de tradições literárias anteriores, porém elaborando-as. Diferente do drama teatral da dinastia Yuan, por exemplo, que centrava o amor obsessivo como tendo realização máxima necessariamente na consumação carnal e cujo erotismo não se aproximava de amor platônico e cortês medieval europeu, o romantismo Ming-Qing distinguia sentimento e sexualidade física. Os escritores que falaram sobre qing se empenharam em canalizá-lo à moralidade confuciana e distingui-lo da luxúria (yu), minimizando sua dimensão sexual. Enfatizavam, assim, a pureza de qing e evitavam o caráter transgressivo, amenizando a subversão representada na literatura em períodos anteriores.

## Fundamentos
Além da Escola da Mente, principalmente a escola Taizhou de pensamento, fundada por Wang Gen, discípulo de Wang Yangming, desempenhou forte impacto sobre o culto de qing, fornecendo à sua literatura as raízes intelectuais. Ela incluiu outros expoentes como Yan Jun, Luo Rufang, He Xinyin e Li Zhi, e eles formularam considerações individualistas, relacionadas porém à organização social, à medida que a consideração do self e de seus desejos é-lhe necessária, e tomaram o qing como fonte da moralidade e o melhor modelo para a formação das relações humanas. Nesse âmbito, uma culminância da elaboração dessa nova mentalidade antropológica foi a reformulação filosófica vista em Li Zhi, que apesar de pouco falar sobre o conceito de qing, defendia a autenticidade e reabilitou as paixões e desejos. Ele chegou a escrever:
"Marido e mulher constituem o início da vida humana. Só depois de haver uma relação marido-mulher pode haver uma relação pai-filho ... pode haver uma distinção entre um superior e um subordinado. Seja a relação entre marido e mulher adequada, então todas as relações entre as miríades de coisas vivas e coisas não vivas também serão adequadas. Assim, é evidente que marido e mulher é realmente o começo de todas as coisas."
O culto de qing foi assim fundamentado em discursos religiosos do neoconfucianismo e budismo, como o de xinxue (mente-coração). O próprio Wang Yangming adotou terminologia budista, bem como teve contato frequente e amizade com figuras budistas, assim como Li Zhi e Tang Yangming.
Outra influência foi também a escola de crítica literária Gong'an, que, em reação à forma dos arcaístas, propunha a genuinidade e sentimentalismo individual para a poesia inspirada, como no manifesto de Yuan Hongdao.
Era comum na literatura chinesa anterior o amor conjugal ser apresentado como predestinado e com caráter transcendente em relação à morte. Assim, aparecia como motivos recorrentes em alguns gêneros literários a reunião de dois amantes após a morte, seja com a aparição do espírito de um dos dois ou o reencontro de ambos no além ou em outras vidas, através do renascimento. Seguindo essa tendência, por exemplo Qu You (1341–1427) considerava o amor profundo como sobrenatural e eterno, chamando-o de "um pacto predeterminado" que transcende as reencarnações.

## Repercussões

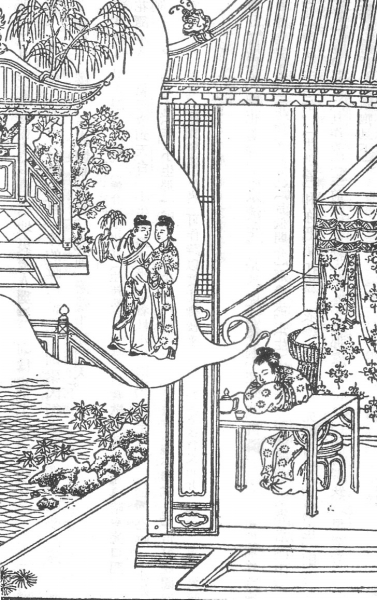
"Um Sonho de Sobressalto ao Visitar o Jardim da Família na História do Retorno da Alma", cena 5 do Pavilhão de Peônias, impressão de xilogravura de 1618

Qing tornou-se um motivo comum em dramas como O Palácio da Vida Eterna de Hong Shen e popularizado em contos pelo público leitor, como o História do Amor de Feng, escrito em linguagem coloquial, chegando mesmo a se tornar um clichê. A valorização do afeto no culto de qing promovia a criação de estilos únicos e espontâneos pelo autor, e devido à inovação, algumas obras do período Ming se caracterizaram também como eticamente ambíguas e beirando a subversão, apesar de estéticas, ao passo que pareceram promover a "arte pela arte" e uma estética fundamentada em falta de sentido, com temas como a ilusão e paradoxo, e contra a estruturação e formalismo da ortodoxia e escrita clássica.
As representações de qing se tornaram cada vez mais heterogêneas e competiram durante as últimas duas dinastias, e diferentes formas de culto das paixões emergiram em meio a uma oscilação de posturas entre autores. Um enfoque sobre a centralidade e universalidade do amor e dos sentimentos abriu espaço para novas visões antropológicas. Essa reavaliação moderna da importância das emoções trouxe um contraste à rígida dicotomia ortodoxa de princípios versus desejos.
Houve uma mudança da figura feminina, apresentada em maior destaque de maneira mais positiva e com papel ativo, como as heroínas, diferente de seu retrato e papéis convencionais de antes, e isso reformulou também a imagem de um "homem ideal" passional, livre e sensível. O Pavilhão de Peônias teve impacto sem precedentes sobre as mulheres dos períodos Ming-Qing, que se identificaram com a protagonista da história, desejavam imitar o amor e passaram a questionar seus papéis. Fãs femininas fizeram propostas de entrega amorosa ao autor Tang, que se tornou celebridade instantânea, e nos aposentos domésticos as mulheres se inspiravam na leitura a partir disso, como uma esposa nobre chegou a comentar sobre essa popularidade: "Depois que lemos O Pavilhão de Peônias, todos nós somos atraídas ao oceano de clássicos e histórias e somos absorvidas por poemas e canções". O culto de qing tornou-se uma atmosfera em que as jovens mulheres educadas eram iniciadas, como indica por exemplo a dedicação ao tema pela poeta Ye Xiaoluan, e motivos da peça de Tang foram absorvidos em imitações da vivência onírica e em respirar a devoção ao amor. Assim, Qian Yi, a terceira esposa do poeta Wu Ren (que também divulgaram sobre qing e publicaram edições do Pavilhão de Peônias), fez um altar à personagem fictícia Du Liniang. Jovens mulheres realizaram cultos domésticos, pintavam retratos (assim como a protagonista da peça) e os trocavam entre si, enterravam manuscritos da história e realizavam jogos de palavras com frases da peça em suas câmaras femininas.
Graças ao culto de qing, também surgiram argumentos a favor de literatura considerada até então marginal, como os gêneros de drama, ficção, canções folclóricas e a literatura feminina. Ele favoreceu o aumento do número de mulheres autoras, à medida que surgiram afirmações de que a poesia feminina era a mais espontânea em emoção e pura, conforme qing. Nem todo público masculino se convenceu disso, entretanto, e, apesar do culto, famílias de elite no máximo toleravam mulheres escreverem como uma atividade de lazer, e não como profissão principal.
Escritoras também divulgaram a importância de qing como princípio universal de todas as relações e não meramente sexual, como Chen Tong, que escreveu: "Qing não significa apenas amor entre um homem e uma mulher, mas o último é realmente o mais difícil de dizer"; mas consideraram que Du Liniang era a maior manifestação de qing, chamando-a de "enlouquecida de amor" (qingchi) e "a mais última" (qingzhi). Remetendo também à peça, a escritora Tan Ze afirmou: "Quando se vive dia a dia no mundo de qing, vive-se em sonhos todos os dias"; ela e Qian Yi afirmaram a ligação de qing e cai (talento), como na passagem em que a personagem que afirma amar o "talento insuperável" de Liu Mengmei. Qian diz: "Quando o qing é justo, o talento também é. Mêncio argumentou que quem tem talento é quem tem qing. Portanto, quem não tem qing não pode ser chamado de talentoso". Diferente do gênero caizi-jiaren, elas não dividiram em gênero masculino e feminino as atribuições de talento e amor―qing e cai poderiam ser alcançados sem exclusividade.
A virtude primária do amor verdadeiro apresentada no culto da paixão da era Ming era a perseverança, de duração do sentimento eterno acima da intensidade. A reciprocidade de qing tornou-se cada vez mais buscada em casamentos companheiros no século XVII, e qing foi visto pelas mulheres como sentimento nobre e divino na base do matrimônio, de maneira que essas escritoras comentaram com abertura sobre as relações sexuais na peça, afirmando que o ato era respeitável em meio ao amor romântico e que portanto sua representação não era lasciva ou contra a moral da sociedade. Cheng Qiong, inspirada por Du Liniang, afirmou: "Eu gostaria que todas as mulheres fossem como eu, e preferiria morrer ao lado da fênix dos meus sonhos do que compartilhar uma vida com um corvo mundano". Por outro lado, essa tendência gerou pressões entre as jovens mulheres educadas devido às expectativas de matrimônio e maternidade, exigências do cultivo de talento (que foi visto como um dom amaldiçoado) e da imagem de realizar uma apoteose como divindade doméstica, com os consequentes desapontamentos. Xiaoqing foi uma concubina que teria sido uma contemporânea histórica e adquiriu fama lendária por ter morrido jovem em uma vida de amor não correspondido, sendo representada em diversas peças e escritos, como uma contraparte trágica a Du Liniang. Sua figura tornou-se entrelaçada no culto de qing também como um ideal feminino e seu nome pode ser um trocadilho para "Senhorita Emoção". Há evidências inconclusivas de que no século XVII jovens possam ter cometido suicídio por motivos matrimoniais, e a devoção a qing tornou-se também um tema subversivo em sua proposta de conformação à moralidade confuciana, pois em dramas e prosas, a devoção de prostitutas "enlouquecidas de amor" que se suicidaram tornou-se por vezes equacionada à devoção das mulheres castas.
Fenômenos de valorização de qing que emergiram como parte do "culto das paixões" incluíram também modas literárias de temas como a celebração da afetuosidade entusiasmante, do estado de mania, loucura e tolice vinculados à inocência infantil, de não conformidade à sociedade e o "amor às flores". Esse culto das flores propagou-se não só entre literatos, mas mesmo entre pessoas ordinárias no período Ming tardio e é interpretado como uma sublimação da atração à figura feminina, juntamente à contemplação da natureza, com um sentimento que tinha cunho estético e de ternura.
O culto de qing influenciou também a voga cultural do "luto pela esposa", expressada por literatos no período Qing inicial. Conforme o período Qing avançou, a celebração de qing tornou-se consolidada como centro da estrutura familiar e a comunicação afetiva no casamento ampliou-se. No kangli zhi qing ("casamento entre marido e esposa"), ganhou status a concepção de uma "combinação perfeita" em que ambos em companheirismo compartilham interesses literários ou enfrentam adversidades. Segundo Weijing Lu, "a emoção assumiu uma parte muito mais significante no casamento do que nunca".
No período Ming tardio, houve uma vertente radical do culto de qing nos chamados poetas sensualistas, que desafiavam as normas sociais e estéticas.
A valorização da autoria feminina, que aumentara devido à proeminência das mulheres na poesia de fantasmas e com a ascensão do culto de qing, também influenciou a maior busca de invocação de mulheres na escrita de espíritos chinesa (fuji). Assim, o culto de qing também influenciou o escritor You Tong (1618–1704) em suas consultas a espíritos de mulheres, e o amor (qing) foi utilizado na explicação de Wang Qi (1530–1615) para a escrita de espíritos: "[se] a raiz do qing permanece intacta, então [o espírito] terá algo a que se apegar".
O gênero de "pintura de mulher bela" (meiren hua) foi imerso no contexto dos discursos do culto de qing, com representações evocando um apego emocional através de um conjunto da beleza dos corpos femininos, objetos inanimados e textos poéticos. Esse discurso movido à encenação teatral e ao gênero de ficção tornou-se mais em moda no século XVII em temas como a tensão entre o desejo físico e o sentimento romântico.